# Grammy Latino de Melhor Álbum Pop Contemporâneo em Língua Portuguesa
O Grammy Latino de Melhor Álbum Pop Contemporâneo em Língua Portuguesa é entregue anualmente desde 2000, quando a cerimônia de premiação foi instituída. O prêmio é entregue para os artistas — solo, duplas ou performances em grupo. Com três prêmios conquistados, Lenine é o maior vencedor desta categoria, seguido por Sérgio Mendes, Seu Jorge, Céu e Anavitória todos estes com 2 vitórias.
Em 2003, Tribalistas pelos Tribalistas se tornou o primeiro álbum a vencer essa categoria e ser nominado a Álbum do Ano. A banda portuguesa Ultraleve se tornou o primeiro artista não brasileiro a receber uma nominação nesta categoria em 2013. De 2000 a 2015, a categoria do prêmio era apresentada como Melhor Álbum de Pop Contemporâneo Brasileiro e foi trocado pelo nome atual a partir da edição de 2016.

## Vencedores e indicados
| Ano            | Álbum                                      | Artista           | Indicados | Ref.           |
| Década de 2000 | Década de 2000                             | Década de 2000    | Década de 2000 | Década de 2000 |
| -------------- | ------------------------------------------ | ----------------- | --- | -------------- |
| 2000           | Crooner                                    | Milton Nascimento | - Zeca Baleiro — Vo Imbola - Ana Carolina — Ana Carolina - Zizi Possi — Puro Prazer - Ivete Sangalo — Ivete Sangalo |                |
| 2001           | Memórias, Crônicas e Declarações de Amor   | Marisa Monte      | - Zeca Baleiro — Líricas - Pedro Mariano — Voz no Ouvido - Ivete Sangalo — Beat Beleza - Herbert Vianna — O Som Do Sim |                |

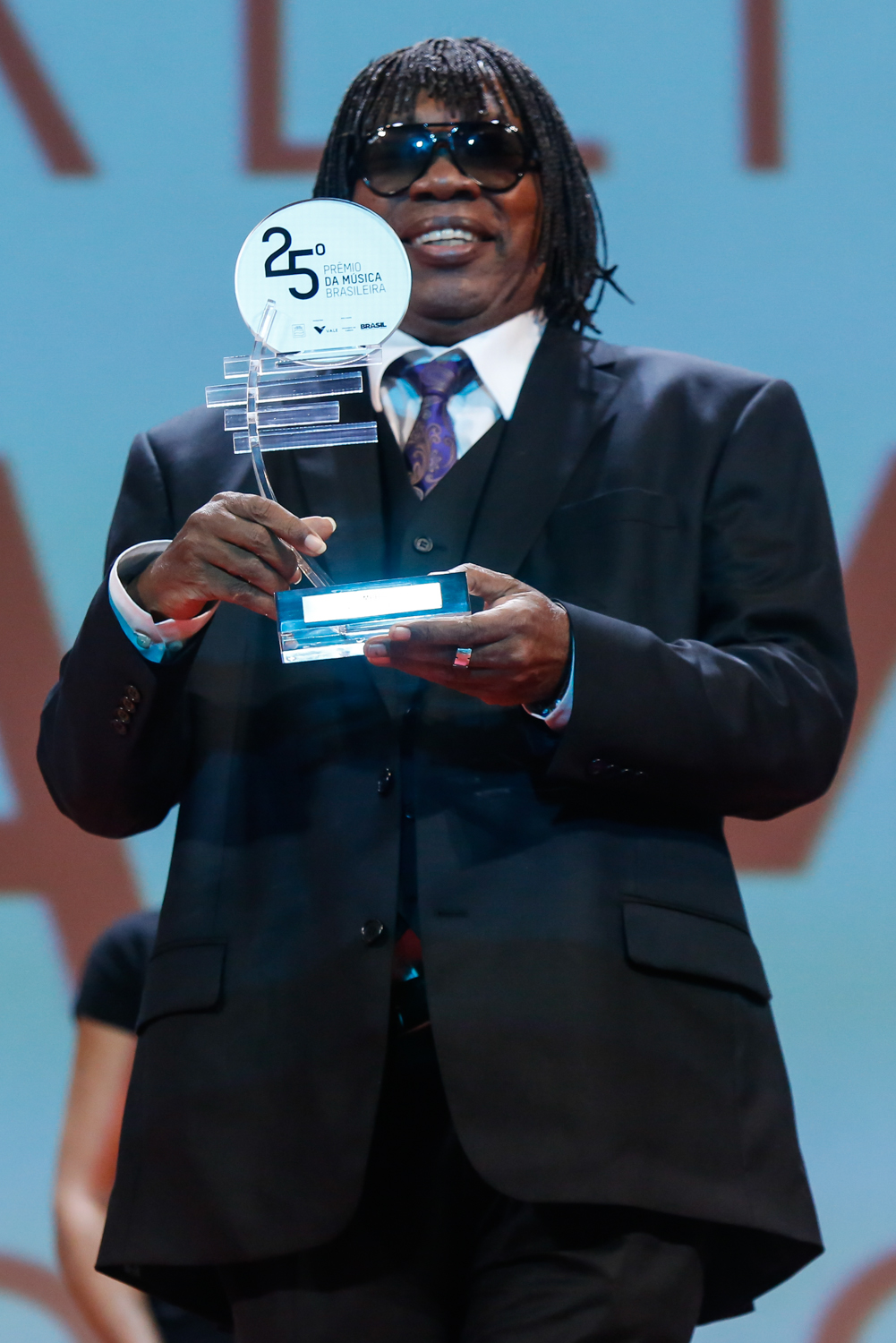
Milton Nascimento foi o primeiro vencedor em 2000.

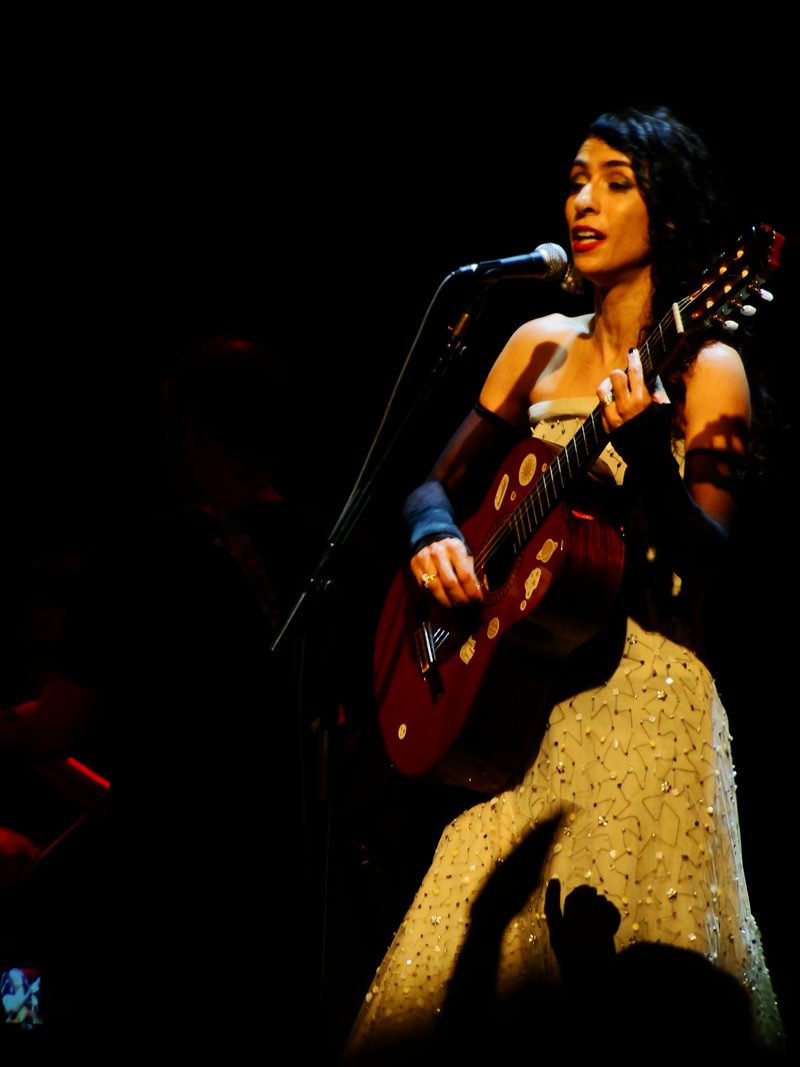
Marisa Monte ganhou em 2001.

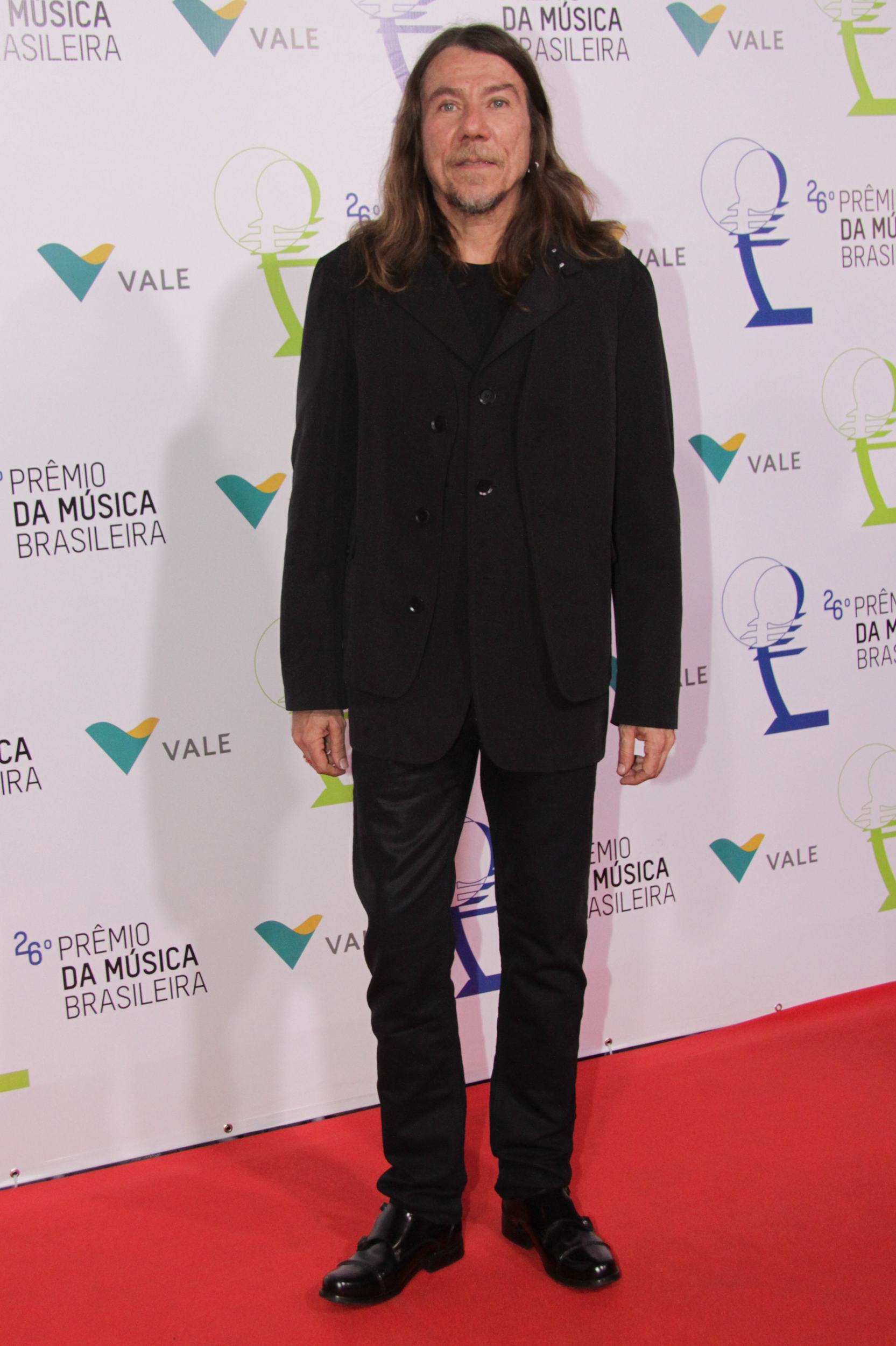
Lenine é o maior vencedor desta categoria: ganhou em 2002, 2005 e 2007.

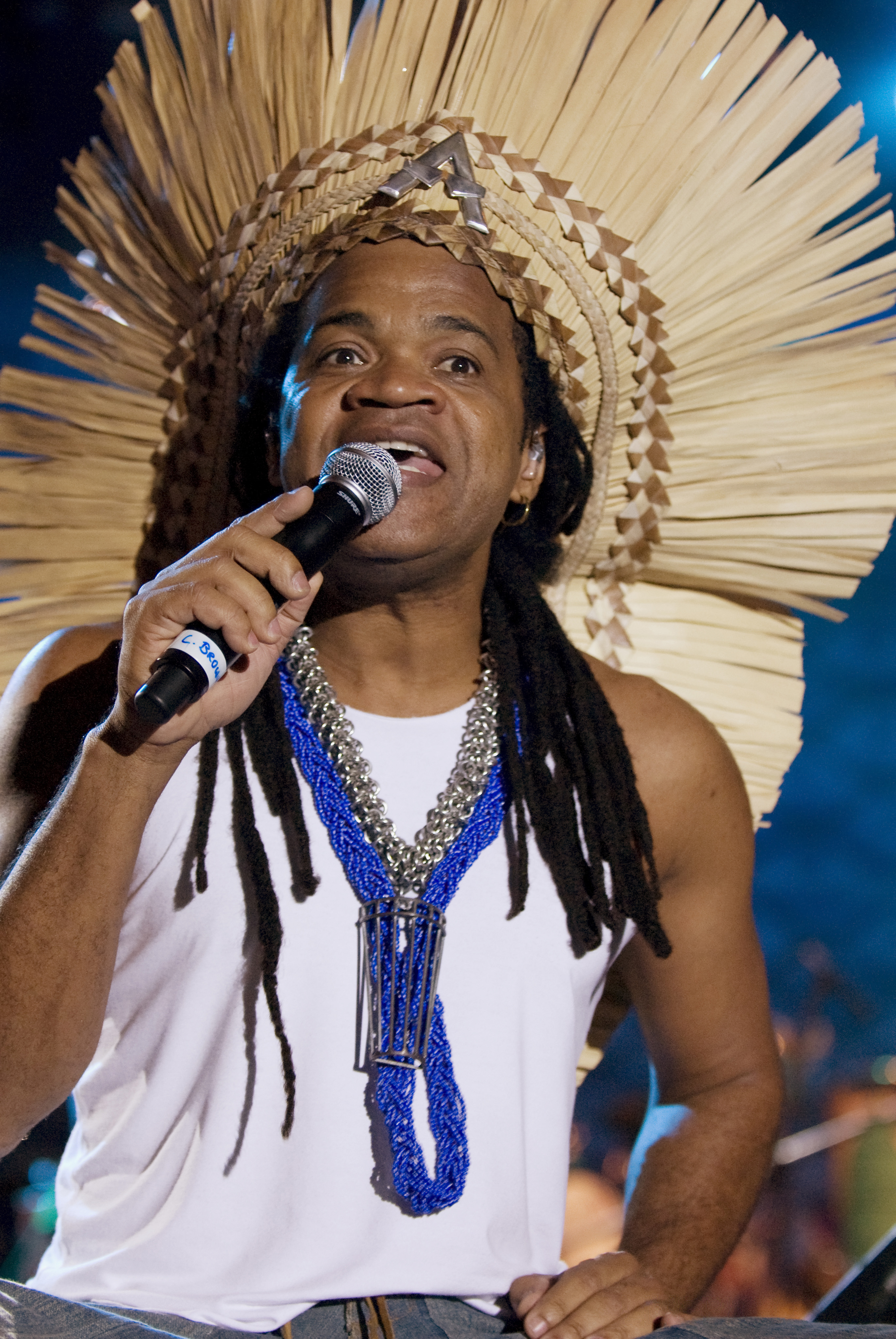
Carlinhos Brown ganhou em 2004.

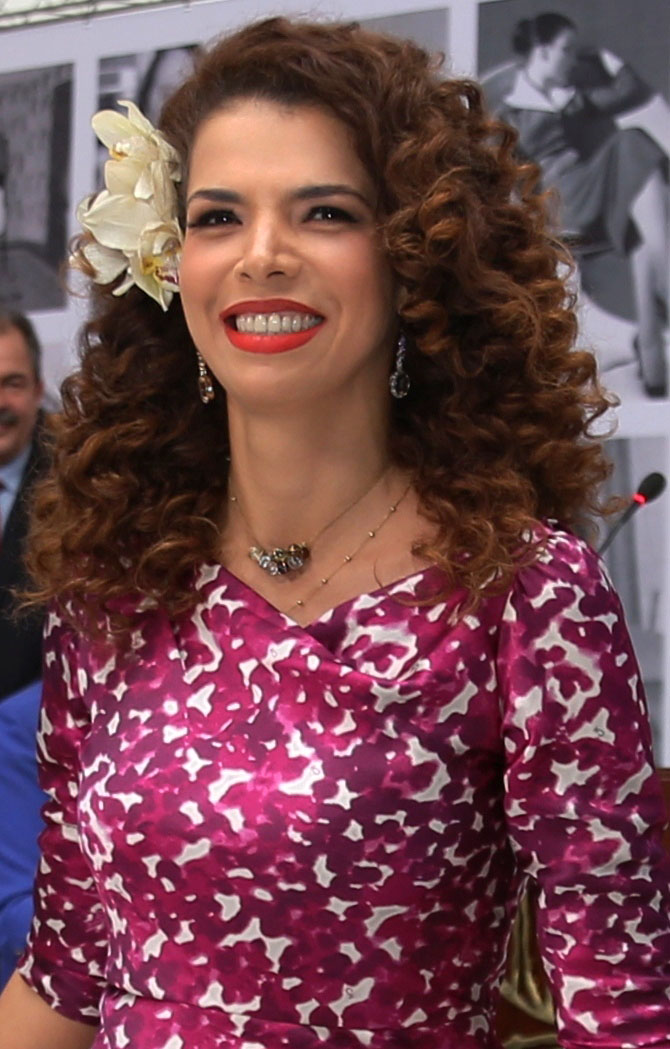
Vanessa da Mata ganhou em 2008.

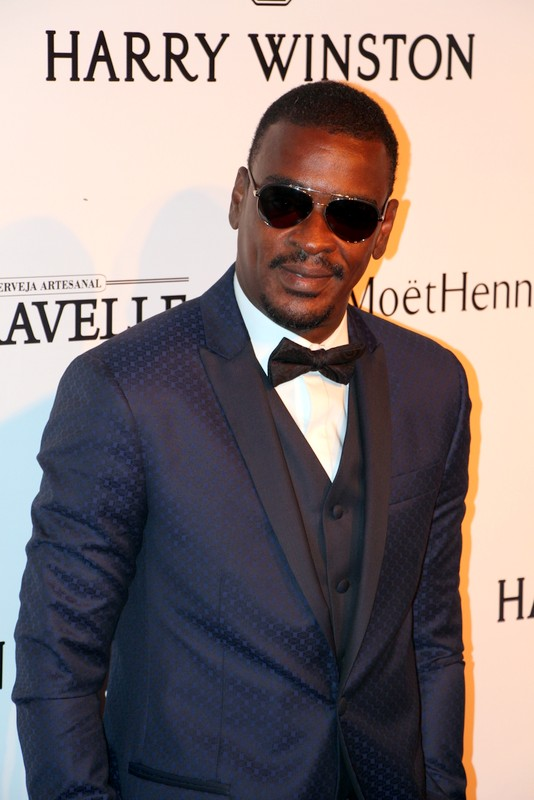
Seu Jorge ganhou em 2012 e 2013.

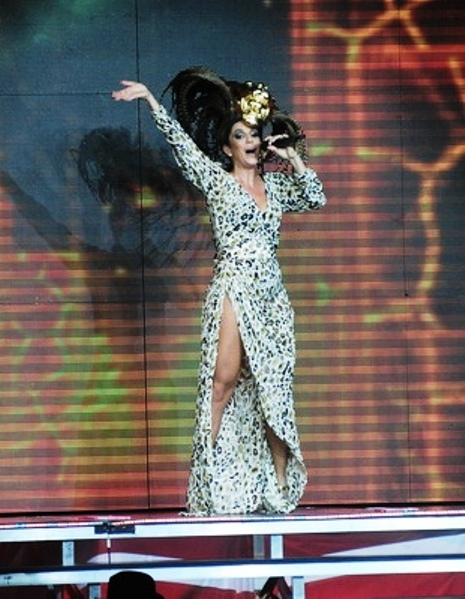
Ivete Sangalo ganhou em 2014.

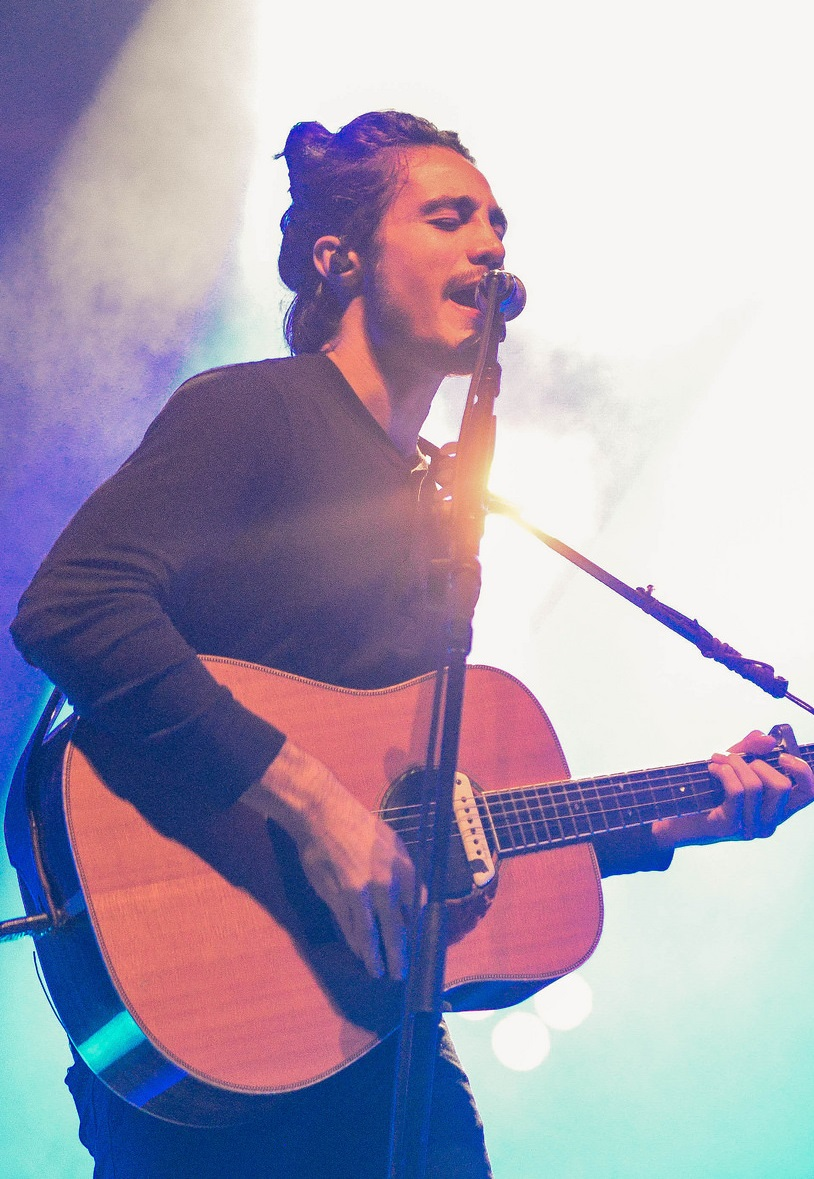
Tiago Iorc ganhou em 2017.

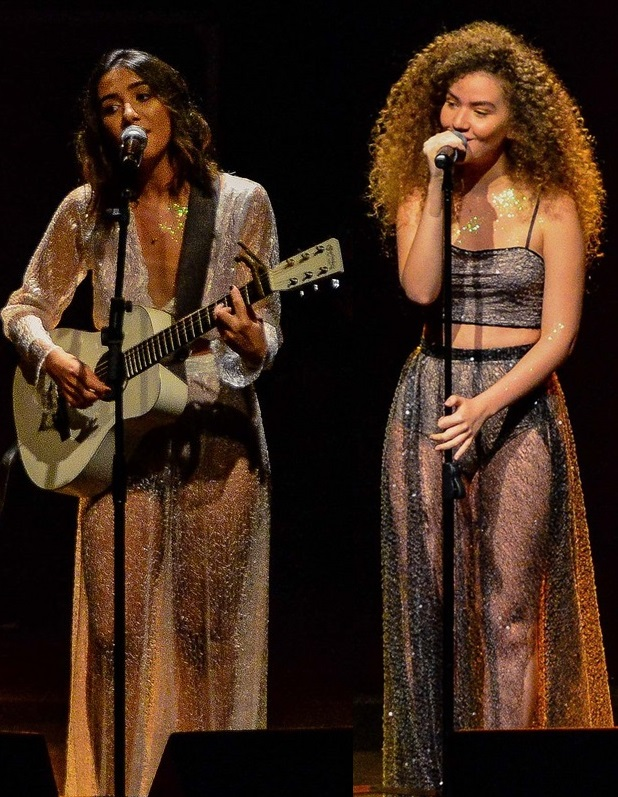
Anavitória ganhou em 2019 e 2021.

| 2002           | Falange Canibal                            | Lenine            | - Bossacucanova & Roberto Menescal — Brasilidade - Zélia Duncan — Sortimento - Otto — Condomblack - Ivete Sangalo — Festa |                |
| 2003           | Tribalistas                                | Tribalistas       | - Gilberto Gil — Kaya N'Gan Daya - Ao Vivo - Kid Abelha — Acústico MTV - Milton Nascimento — Pietá - Caetano Veloso — Live in Bahia |                |
| 2004           | Carlinhos Brown é Carlito Marrón           | Carlinhos Brown   | - Roberto Carlos — Pra Sempre - Jota Quest — MTV Ao Vivo - Rita Lee — Balacobaco - Daniela Mercury — Carnaval Eletrônico - O Rappa — O Silêncio Q Precede O Esporro - Ivete Sangalo — Clube Carnavalesco Inocentes em Progresso                                                                         |                |
| 2005           | Lenine in Cité                             | Lenine            | - Carlinhos Brown — El Milagro De Candeal - Rita Lee — MTV Ao Vivo - Tom Zé — Estudando o Pagode |                |
| 2006           | Timeless                                   | Sérgio Mendes     | - Jota Quest — Até Onde Vai - Los Hermanos — 4 - Margareth Menezes — Pra Você - Marisa Monte — Infinito Particular - Sandy & Junior — Sandy & Junior - Ivete Sangalo — As Super Novas |                |
| 2007           | Acústico MTV                               | Lenine            | - Zeca Baleiro — Baladas do Asfalto & Outros Blues Ao Vivo - Carlinhos Brown — A Gente Ainda Não Sonhou - Pedro Mariano — Pedro Mariano - Paulo Ricardo — Prisma - Ivete Sangalo — Multishow ao Vivo: Ivete no Maracanã - Skank — Carrossel                                                             |                |
| 2008           | Sim                                        | Vanessa da Mata   | - Arnaldo Antunes — Ao Vivo No Estúdio - Danni Carlos — Música Nova - Ney Matogrosso — Inflassificáveis - Rosa Passos — Romance |                |
| 2009           | Roupa Nova em Londres                      | Roupa Nova        | - Jota Quest — La Plata - Rita Lee — Multishow Ao Vivo - Ivete Sangalo — Pode Entrar - Skank — Estandarte | [ 2 ] [ 3 ]    |
| Década de 2010 |                                            |                   | |                |
| 2010           | Bom Tempo                                  | Sérgio Mendes     | - Céu — Vagarosa - Sandra de Sá — AfricaNatividade - Cheiro de Brasil - Claudia Leitte — As Máscaras - Michael Sullivan — Ao Vivo: Na Linha do Tempo Vol. 1 |                |
| 2011           | Quinze                                     | Jota Quest        | - Arnaldo Antunes — Arnaldo Antunes Ao Vivo Lá Em Casa - Vanessa da Mata — Bicicletas, Bolos e Outras Alegrias - Os Paralamas do Sucesso — Multishow Ao Vivo Paralamas Brasil Afora - Ivete Sangalo — Multishow ao Vivo: Ivete Sangalo no Madison Square Garden - Seu Jorge e Almaz — Seu Jorge e Almaz |                |
| 2012           | Músicas para Churrasco, Vol. 1             | Seu Jorge         | - Céu — Caravana Sereia Bloom - Zélia Duncan — Pelo Sabor do Gesto - Em Cena - Rita Lee — Reza - Mart'nália — Não Tente Comprender |                |
| 2013           | Músicas para Churrasco, Vol. 1 Ao Vivo     | Seu Jorge         | - Ed Motta — AOR - Natiruts — Acústico - Adryana Ribeiro — Take It Easy My Brother Jorge - Skank — Ao Vivo: Rock In Rio - Ultraleve — Ultraleve |                |
| 2014           | Multishow ao Vivo: Ivete Sangalo - 20 Anos | Ivete Sangalo     | - Marília Bessy e Ney Matogrosso — Infernynho - Marília Bessy Convida Ney Matogrosso - Ana Carolina — #AC - Vanessa da Mata — Segue o Som - Jota Quest — Funky Funky Boom Boom |                |
| 2015           | Dancê                                      | Tulipa Ruiz       | - Jamz — Insano - Seu Jorge — Músicas para Churrasco, Vol. 2 - Onze:20 — Vida Loka - Jonas Sá — Blam! Blam! |                |
| 2016           | Tropix                                     | Céu               | - Tiago Iorc — Troco Likes - Larissa Luz — Território Conquistado - Mariza — Mundo - Thiago Ramil — Leve Embora | [ 4 ] [ 5 ]    |
| 2017           | Troco Likes ao Vivo                        | Tiago Iorc        | - Anavitória — Anavitória - Mano Brown — Boogie Naipe - Jamz — Tudo Nosso - Ludmilla — A Danada Sou Eu | [ 6 ]          |
| 2018           | Noturno                                    | Anaadi            | - Erasmo Carlos — Amor é Isso - Iza — Dona de Mim - Ana Vilela — Ana Vilela - Xênia França — Xenia | [ 7 ] [ 8 ]    |
| 2019           | O Tempo É Agora                            | Anavitória        | - As Bahias e a Cozinha Mineira — Tarântula - Ana Cañas — Todxs - Mahmundi — Para Dias Ruins - Jair Oliveira — Selfie | [ 9 ]          |
| Década de 2020 |                                            |                   | |                |
| 2020           | Apká!                                      | Céu               | - Anavitória - N - As Baías - Enquanto Estamos Distantes - Marcelo Jeneci - Guaia - Melim - Eu Feat. Você | [ 10 ]         |
| 2021           | Cor                                        | Anavitória        | - Vitor Kley - A Bolha - Nando Reis e Duda Beat - Duda Beat & Nando Reis - Fernanda Takai - Será Que Você Vai Acreditar? - Tuyo - Chegamos Sozinhos em Casa, Vol. 1 | [ 11 ] [ 12 ]  |
| 2022           | Sim Sim Sim                                | Bala Desejo       | - Jão - Pirata - Marina Sena - De Primeira - Gilsons - Pra Gente Acordar - Luísa Sonza - Doce 22 | [ 13 ]         |
| 2023           | Em Nome da Estrela                         | Xênia França      | - Bryan Behr — Ao Vivo Em São Paulo - Hodari — Hodari - Melim — Quintal - Rubel — As Palavras, Vol. 1 & 2 | [ 14 ] [ 15 ]  |
| 2024           | Os Garotin de São Gonçalo                  | Os Garotin        | - Afrodhit — Iza - Super — Jão - Amaríssima — Melly - Escândalo Íntimo — Luísa Sonza | [ 16 ]         |

## Resumo

### Múltiplas vitórias
- Lenine – 3
- Céu – 2
- Sérgio Mendes – 2
- Anavitória – 2
- Seu Jorge – 2

### Múltiplas indicações
- Ivete Sangalo – 9
- Jota Quest – 5
- Anavitória – 4
- Céu – 4
- Carlinhos Brown – 3
- Rita Lee – 4
- Seu Jorge – 4
- Lenine – 3
- Vanessa da Mata – 3
- Skank – 3
- Zeca Baleiro – 3
- Ana Carolina – 2
- Arnaldo Antunes – 2
- As Baías – 2
- Jamz – 2
- Marisa Monte – 2
- Melim – 2
- Milton Nascimento – 2
- Ney Matogrosso – 2
- Pedro Mariano – 2
- Sérgio Mendes – 2
- Tiago Iorc – 2
- Zélia Duncan – 2